# Montclair State University
Die Montclair State University (MSU) ist eine öffentliche Hochschule im US‑Bundesstaat New Jersey. Sie liegt unweit von New York City etwa 25 km nordwestlich der Südspitze Manhattans und ist nach der Rutgers University die zweitgrößte Universität des Bundesstaats.

## Geschichte

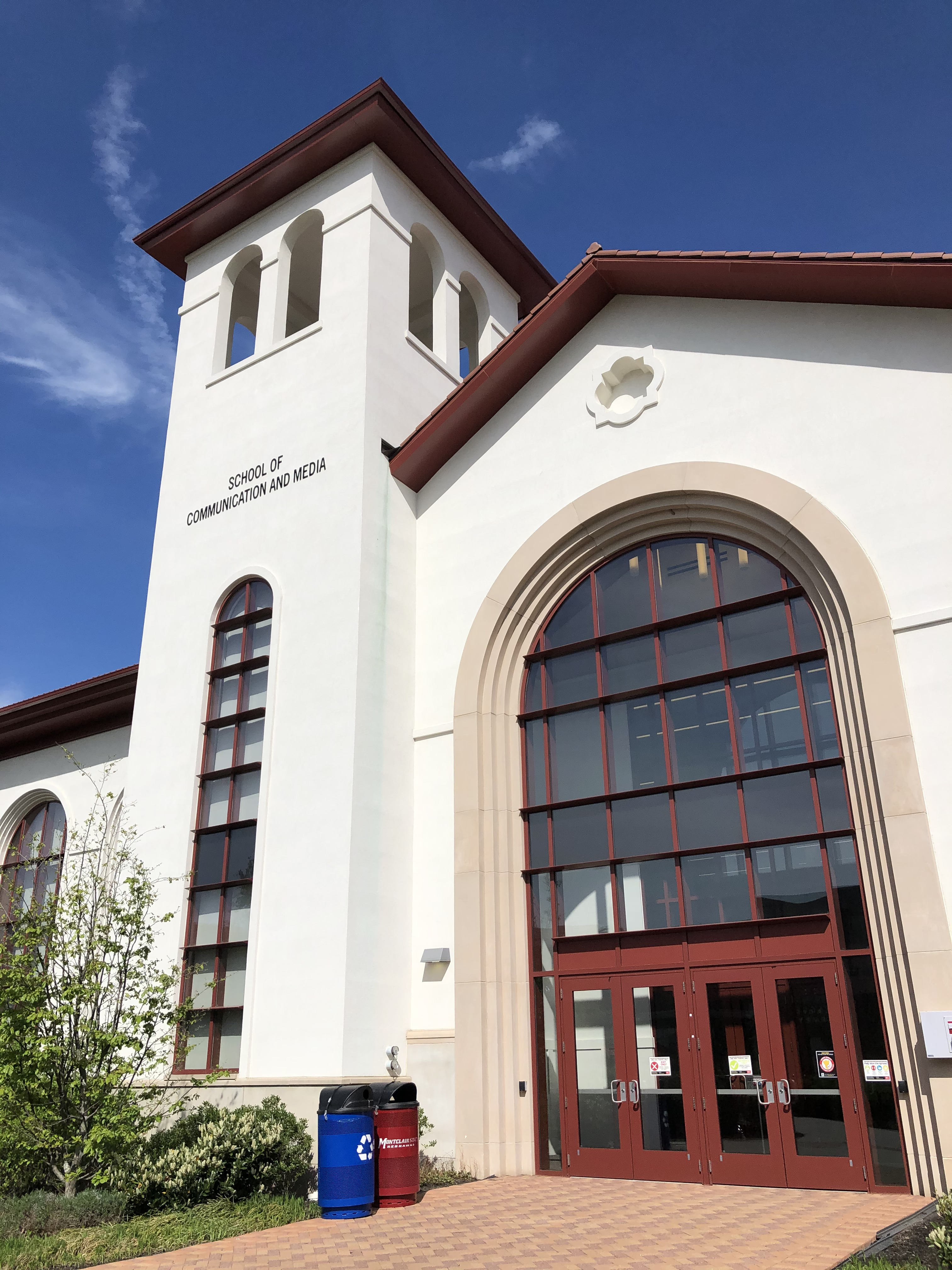
Eingang zur School of Communication and Media (2021)

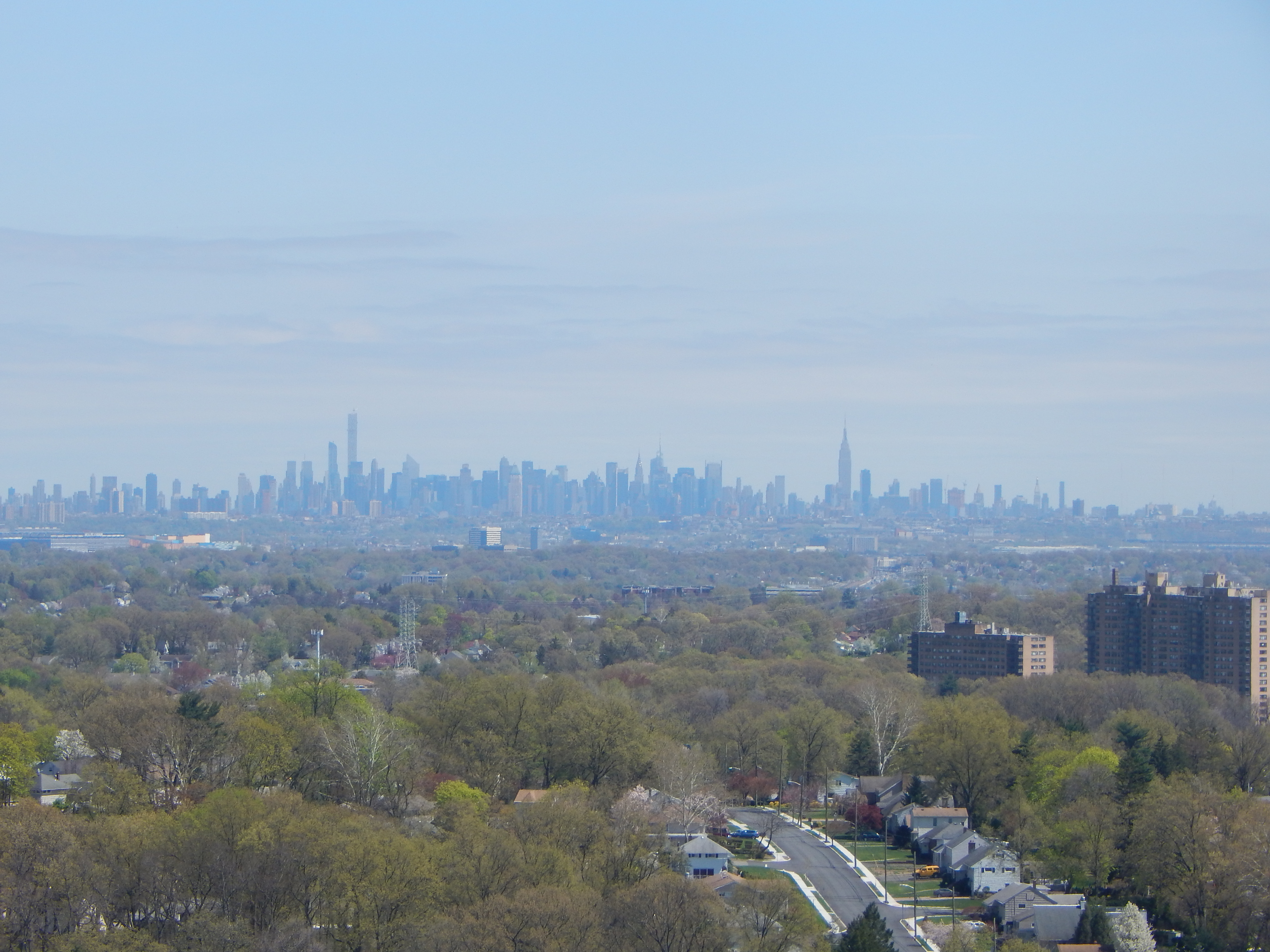
Blick von der MSU auf die gut 20 km entfernte Skyline von Manhattan (2015)

Die MSU wurde 1908 gegründet und bietet inzwischen mehr als dreihundert Kurse an dreizehn Colleges und Fakultäten (englisch Schools) an. Viele der Hochschüler identifizieren sich als unterrepräsentierte Minderheiten, wie Hispanics. Die Universität erfreut sich auch eines zunehmenden internationalen Zuspruchs, der sich in einem deutlichen Anstieg der Zahl ausländischer Studenten zeigt. Während es im Jahr 2020 rund dreihundert waren, kamen im Jahr 2024 nahezu tausend aus mehr als siebzig Ländern der Welt.
Die Universität hat Dutzende neuer Studiengänge und Zertifikatsprogramme eingeführt und bietet mehr kombinierte Bachelor- und Masterstudiengänge an als jede andere Universität in New Jersey. Die Mission lautet: Studenten und Partner fördern und so dazu beitragen, die Welt zu einem besseren Ort zu machen (englisch Help make the world a better place).